# Spijkerboor (Noord-Brabant)
Het Spijkerboor vormt een belangrijk vaarwater in de Brabantse Biesbosch. Het Spijkerboor begint als de zuidelijke voortzetting van het Steurgat. Deze vertakt zich tot twee kleinere kreken, die na ongeveer een kilometer weer samenkomen en zo het Spijkerboor vormen. Dit brede vaarwater stroomt vervolgens in zuidelijke richting, om na enkele kilometers uit te monden in de Amer, op een steenworp afstand van het punt waar de Bergsche Maas en de Donge samenvloeien. Het Spijkerboor vervult nog altijd een belangrijke waterafvoerende functie, aangezien deze in open verbinding staat met de Maas. Daarnaast is het Spijkerboor van groot belang voor de pleziervaart, aangezien het onderdeel vormt van de belangrijke Biesbosch-vaarweg tussen de Merwede in het noorden en de Amer en Bergsche Maas in het zuiden.